# Side Effects (2005)
Side Effects (no Brasil: Efeitos Colaterais) é um filme de comédia romântica estadunidense de 2005 dirigido por Kathleen Slattery-Moschkau e estrelado por Katherine Heigl como Karly Hert, uma vendedora de drogas. 
Também atuam no filme Lucian McAfee, Dorian DeMichele, Dave Durbin, Temeceka Harris. 
O título do filme é uma referência ao termo médico efeitos colaterais. Em fevereiro de 2008, a New Line e Warner Bros passaram por uma fusão, e logo as duas decidiram lançar o filme em DVD, na América do Norte. No Brasil o filme foi lançado também direto em DVD, em outubro de 2011.